# Today (Junkie XL)
Today è il quarto album del musicista e produttore di musica elettronica Junkie XL (Tom Holkenborg). È stato pubblicato nel 2006 ed alcune tracce contengono la voce di Nathan Mader ed una chitarra acustica suonata da Holkenborg.

## Tracce
1. Youthful - "10:33"
2. Mushroom -  "6:44"
3. Such a Tease - "5:53"
4. Today - "6:41"
5. Drift Away - "4:57"
6. I've Got a Xerox to Copy - "5:56"
7. Even in This Moment - "1:55"
8. Yesterdays - "3:55"
9. Honey - "3:52"
10. We Become One - "4:46"